# مارك هنتر (موسيقي)
مارك هنتر (بالإنجليزية: Marc Hunter)‏ هو موسيقي أسترالي، ولد في 7 سبتمبر 1953 في Taumarunui ‏ في نيوزيلندا، وتوفي في 17 يوليو 1998 في Berry, New South Wales ‏ في أستراليا بسبب سرطان المريء.

## وصلات خارجية
- مارك هنتر على موقع IMDb (الإنجليزية)
- مارك هنتر على موقع ميوزك برينز (الإنجليزية)
- مارك هنتر على موقع ديسكوغز (الإنجليزية)
- مارك هنتر على موقع قاعدة بيانات الفيلم (الإنجليزية)